# Malaria Atlas Project
El Malaria Atlas Project, abreviado MAP, es una iniciativa sin fines de lucro financiada principalmente por el Wellcome Trust, Reino Unido.  MAP es un proyecto conjunto entre el Malaria Public Health & Epidemiology Group, Centre for Geographic Medicine, en Kenia, y el Spatial Ecology & Epidemiology Group, Universidad de Oxford, en el Reino Unido, con nodos de colaboración en América y el Sudeste Asiático.
La inteligencia médica espacial es fundamental para la planificación efectiva del control y eliminación de malaria. Han pasado cuarenta años desde la última vez que la cartografía global de malaria fue considerada en forma seria. MAP fue creado en el 2005 para ocupar este nicho para beneficio de la comunidad de control de malaria a escala global.
El equipo de MAP ha recopilado una base de datos espacial única que contiene información interrelacionada de inteligencia médica, datos climáticos derivados de satélites utilizados para definir los límites espaciales de la transmisión de malaria, y un gran archivo nunca antes logrado de encuestas de prevalencia parasitaria en comunidades. Estos datos han sido recopilados y analizados por un grupo de geógrafos, estadísticos, epidemiólogos, biólogos y especialistas en salud pública.
El enfoque inicial de MAP ha sido la predicción de la endemicidad de malaria por Plasmodium falciparum, la especie más peligrosa del parásito, debido a su significancia epidemiológica global y a una perspectiva más clara de su control y eliminación. El trabajo en el 2009 se enfoca también en la definición de la extensión e impacto de Plasmodium vivax, una especie, hasta hoy, considerada menos importante.